# Glochidion stellatum
Glochidion stellatum är en emblikaväxtart som först beskrevs av Anders Jahan Retzius, och fick sitt nu gällande namn av Richard Henry Beddome. Glochidion stellatum ingår i släktet Glochidion och familjen emblikaväxter.
Artens utbredningsområde är Sri Lanka. Inga underarter finns listade i Catalogue of Life.